# Curt Höppner
Ernst Curt Höppner (* 10. März 1887 in Oschatz; † 19. Mai 1966 in Bad Reichenhall) war ein deutscher Architekt und preußischer Baubeamter, der als Direktor der Baugewerkschulen in Deutsch Krone, Frankfurt (Oder), Eckernförde, Münster und Köln wirkte.

## Familie
Höppner stammte als Sohn des Seifensieders Hermann Otto Höppner und seiner Ehefrau Luise Emilie Höppner geb. Vincentz aus einfachen Verhältnissen. Am 23. Dezember 1924 heiratete er Elisabeth geb. Packt, die Ehe blieb kinderlos.

### Ausbildung und Beruf
Höppner besuchte ab 1893 die Bürgerschule seiner Heimatstadt und wechselte 1896 auf die dortige Realschule, die er 1903 abschloss. Danach absolvierte Höppner bei dem Unternehmen G. Carl & A. Rönitz in Dresden eine Maurerlehre. Seine Gesellenprüfung legte er am 25. April 1906 mit Auszeichnung ab. Parallel zu der Berufsausbildung besuchte er die Gewerbeakademie Chemnitz. Die Abschlussprüfung vom 27. Juli 1907 qualifizierte ihn für den Besuch einer Technischen Hochschule. Ab dem Wintersemester 1907/1908 studierte Höppner an der Technischen Hochschule Darmstadt. Am 17. Mai 1911 bestand er die Diplom-Hauptprüfung. 
Höppner arbeitete zunächst bei angesehenen Architekten, wie Ernst Vetterlein und Ludwig Mahr & Georg Markwort in Darmstadt sowie Heinrich Reinhardt und Georg Süßenguth in Berlin. Vom 1. November 1911 bis zum 18. Februar 1913 konnte er außerdem zahlreiche Erfolge bei Architektenwettbewerben erringen.
Vom 13. Februar 1913 bis zum 31. März 1914 war Höppner als Regierungsbauführer (Referendar) beim preußischen Hochbauamt Berlin II und beim preußischen Hochbauamt Neisse beschäftigt. Am 13. März 1914 legte er das Staatsexamen ab. Im Status eines Assessors trat Höppner am 1. April 1914 eine Stelle als Probelehrer an der Baugewerkschule Eckernförde an. 
Am 14. September 1914 meldete sich Höppner als Kriegsfreiwilliger zur Sächsischen Armee. Zunächst beim 1. Feldartillerie-Regiment Nr. 12 eingesetzt, wechselte er bald als Artilleriebeobachter zur Fliegertruppe. Als Beobachtungsflieger bei der Fliegerabteilung 234 wurde er mit beiden Klassen des Eisernen Kreuzes, dem Ritterkreuz 2. Klasse des Albrechts-Ordens mit Schwertern, dem Verwundetenabzeichen und dem Abzeichen für Beobachtungsoffiziere der Fliegertruppe ausgezeichnet. Am 4. Dezember 1918 wurde er als Leutnant der Reserve aus dem Heeresdienst entlassen.
Nach seiner Rückkehr nach Eckernförde wurde er rückwirkend zum 1. Oktober 1918 zum Oberlehrer befördert. Am 1. April 1922 meldete er sich freiwillig, um bei der Einrichtung der Baugewerkschule Beuthen mitzuhelfen. Zum 1. Januar 1927 wurde er als Studienrat auftragsweise mit der Leitung der Baugewerkschule Deutsch Krone betraut. Noch im selben Jahr wurde er zum Studiendirektor ernannt. Zum 1. Oktober 1931 übernahm er die Leitung der früheren Baugewerkschule, nunmehr Höheren Technischen Lehranstalt für Hoch- und Tiefbau Frankfurt (Oder). Ein Jahr später wurde er an die Höhere Technische Lehranstalt für Hoch- und Tiefbau Eckernförde und zwei weitere Jahre darauf an die Höhere Technische Lehranstalt für Hoch- und Tiefbau Münster versetzt. Seine letzte berufliche Station trat Höppner am 1. Oktober 1936 als Oberstudiendirektor der Höheren Technischen Staatslehranstalt für Hoch- und Tiefbau Köln an. Höppner, der zum 1. Mai 1933 der NSDAP beitrat (Mitgliedsnummer 2.701.216), in Eckernförde und Köln als Blockleiter der NSDAP fungierte und zahlreiche Ämter in der Partei nahestehenden Organisationen innehatte, musste 1945 seinen Posten räumen. Er wurde 1950 in den Ruhestand versetzt. 1954 wurde ihm der Titel Baudirektor i. R. verliehen.

## Bauten (Auswahl)

### Als Mitarbeiter im Architekturbüro Reinhardt und Süßenguth
- 1911: Dienstgebäude für das Reichsmarineamt in Berlin (im heutigen Bendler-Block)
- 1911: Rathaus Spandau[8]

### In selbständiger Berufsausübung
- 1927–1930: Neues Rathaus in Marienburg[5]